# Finkläder

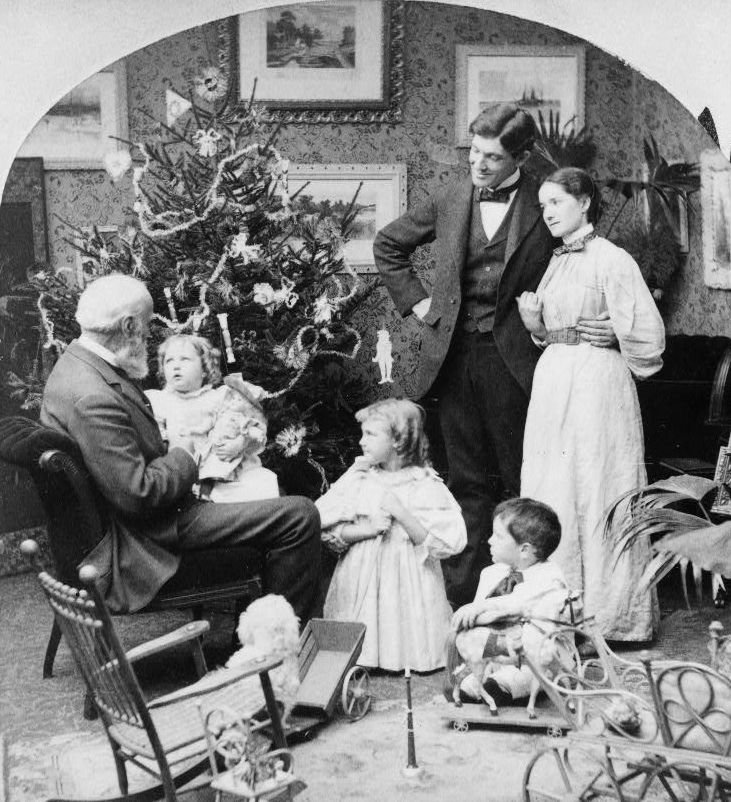
Finklädda barn och vuxna i USA julen 1897.

Finkläder kallas de kläder som många människor bär då de vill vara speciellt välklädda. Vad som räknas som finkläder och inte påverkas av faktorer som tidsepok, samhälle/land och mode.

## Finklädda barn
Många föräldrar har genom åren klätt sina barn i finkläder vid särskilda tillfällen, som exempelvis olika högtider, vissa helger eller andra tillfällen, som till exempel fotograferingar, kalas, besök på finare restauranger och första skoldagen eller på skolavslutningen. Förr var det också vanligt att barn var finklädda på söndagarna, särskilt om familjen reste bort eller fick främmande, och det kan fortfarande förekomma till exempel då de går i kyrkan.

### 1840–1970

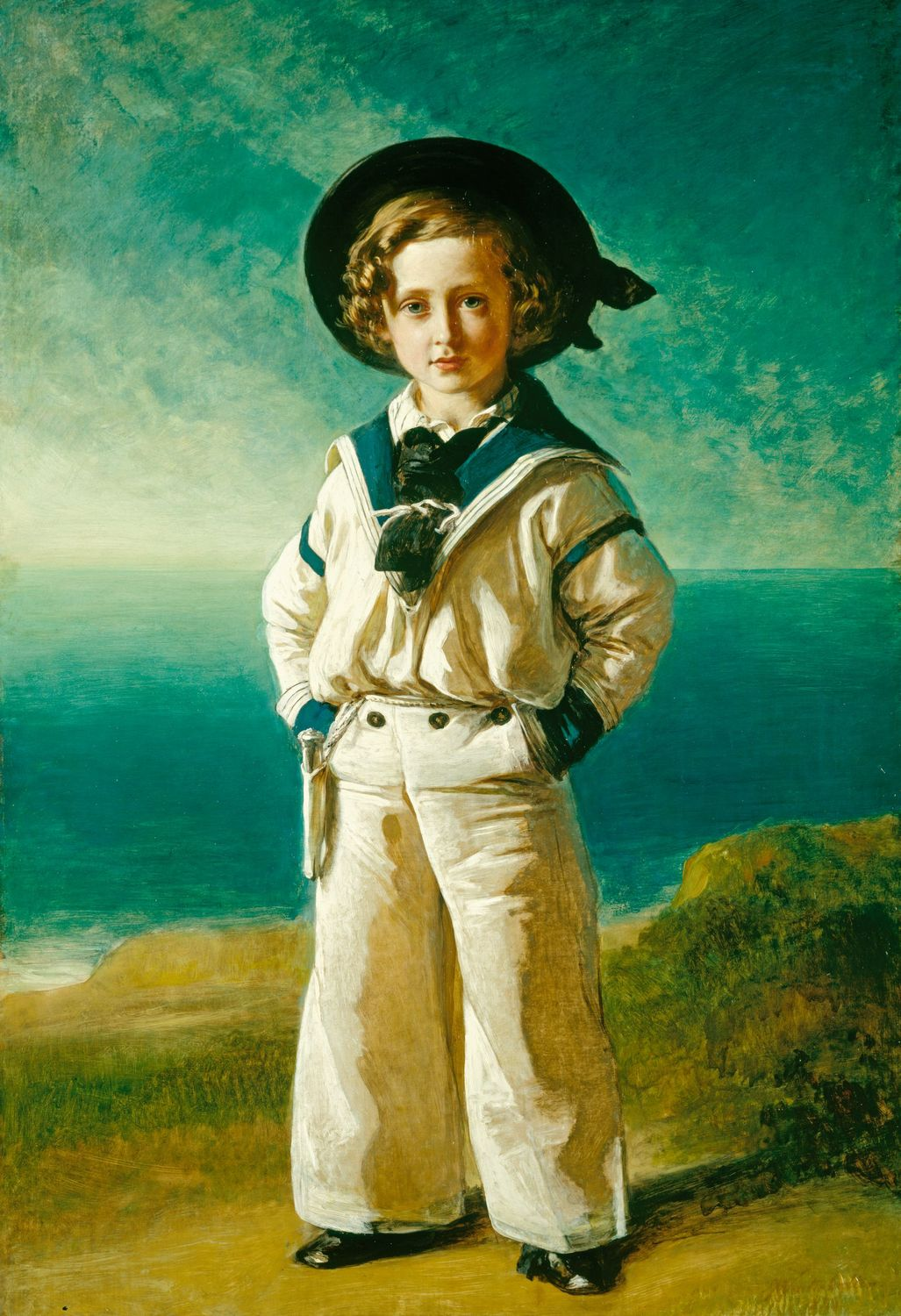
Prins Prins Albert Edward av Storbritannien 1846, avmålad i sjömanskostym.

Från 1840-talet och fram till 1930-talet var sjömanskostym vanligt, sedan fyraårige Prins Albert Edward av Storbritannien 1846 blivit avmålad i sjömanskostym, och under 1870-talet hade klädseln blivit populär som finkläder får både pojkar och flickor över hela världen. Även om detta minskade sedan, kom det att bestå under stora delar av 1900-talet.

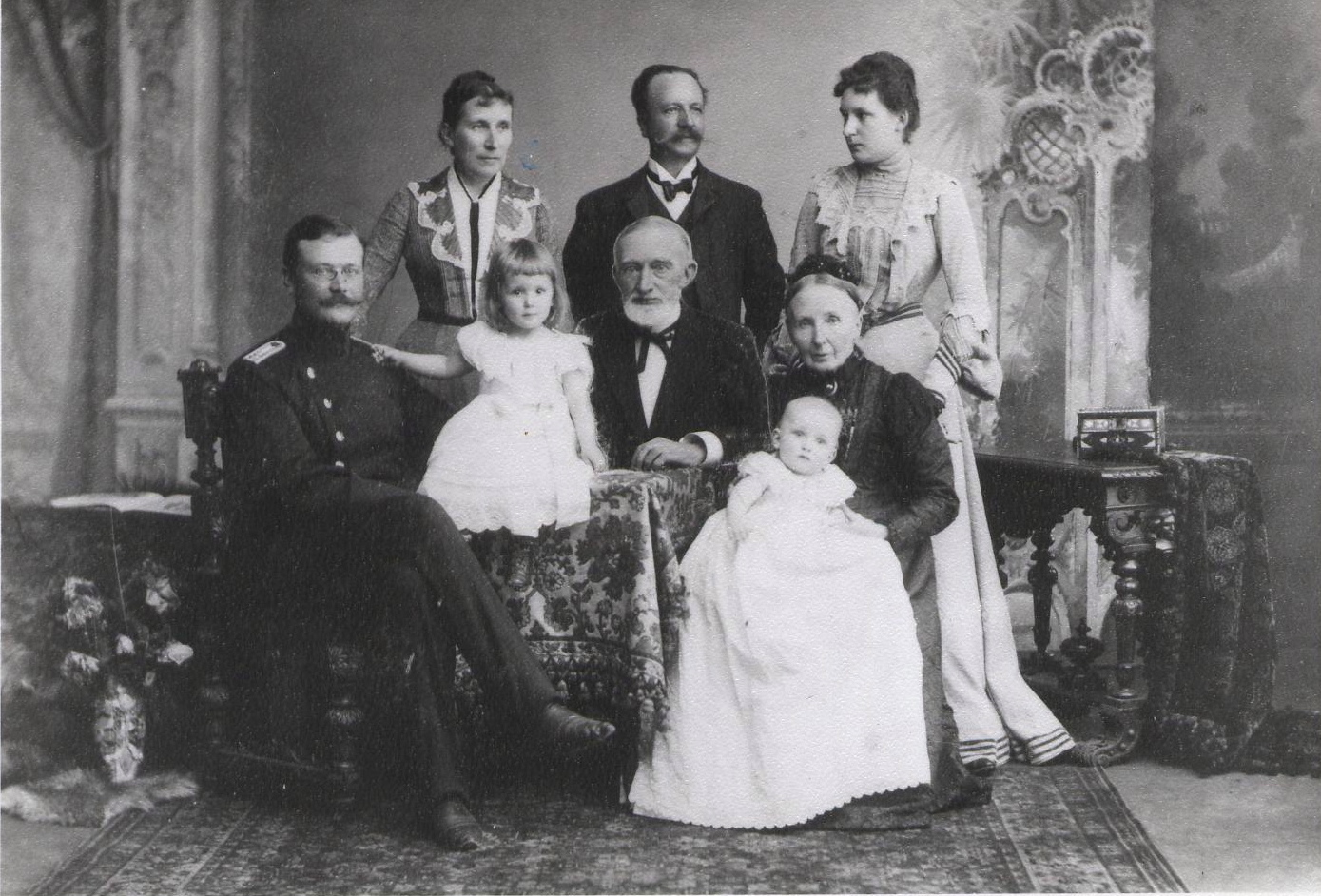
Familjefotografering i Hamburg 1902. Ett typiskt exempel är att klä upp sig i finkläder inför en fotografering.

I det tidiga 1900-talets Sverige kläddes ibland barn upp i svenska nationaldräkter under fotografering.

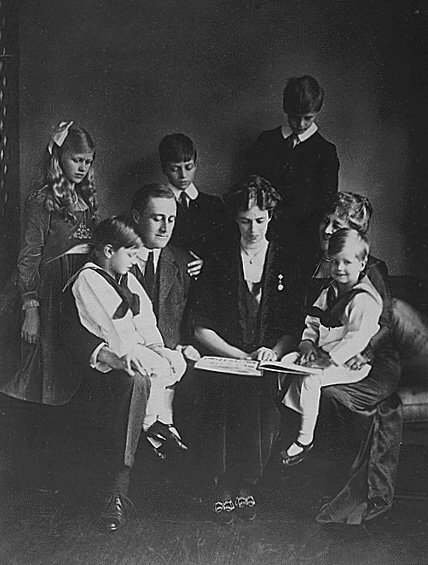
Familjen Roosevelt i USA 1919, barnen är finklädda.

Från 1920-talet, men även tidigare, och fram till 1970-talet hade pojkarna ofta skjorta, kostymbyxor och ibland även väst eller kavaj. Ofta hade de även slips eller fluga till. Flickorna brukade ha blus och kjol eller klänning och ibland ett tillhörande förkläde, under 1910-talet ofta med stråhatt, och i framför allt finare familjer hade flickor kappa då de promenerade eller gick till skolan.. Pojkarna brukade ha finskor, flickorna ibland högklackade skor. Många barn fick inte heller springa omkring och leka under den tid de var finklädda, eftersom finkläderna då kunde bli smutsiga eller trasiga. Tidigare rådde på många håll i världen ofta en mer auktoritär syn på barnuppfostran än i dag och barn hade inte så mycket att säga till om. Många tyckte att barn skulle vara finklädda ibland oavsett om de ville eller inte.

### 1970–
Sedan 1970-talet använder barn i många länder finkläder alltmer sparsamt, och då de gör det är det alltmer frivilligt, även om det fortfarande kan variera mellan olika föräldrar och länder. Finklädda barn kan dock även i dag ses på till exempel skolavslutningar. Även flickor bär numera ofta skjorta när de är finklädda. Runt 1970 började mer informella barnfinkläder bli populära, som tröja och västklänning.
Under det sena 1980-talet och det tidiga 1990-talet kläddes en del barn i så kallade "nostalgiska kläder", vilka anknöt till det tidiga 1900-talet.

## Arbetskläder och uniform
Ibland kallas kläder som är arbetskläder eller uniform för finkläder, särskilt om de bärs av till exempel en barnflicka, betjänt eller ett hembiträde, eller anställda på hotell och restauranger. Oftast påminner nämligen dessa kläder om finkläder, och har även delvis det som syfte.
I vissa hem har det även funnits bestämmelser om att husligt anställda skall ha andra arbetskläder på helgerna än övriga dagar. eller vid till exempel servering.

### Fotnoter
1. 1 2  ”Lördagar och söndagar”. Folklivsarkivet. 25 februari 1975. https://www.folklivsarkivet.lu.se/fileadmin/user_upload/folklivsarkivet/upload/Fraagelistor/LUF/LUF_157.pdf. Läst 26 september 2011.
2. ↑  ”Sjömanskostymen”. Ny teknik. 10 maj 2000. Arkiverad från originalet den 26 november 2011. https://web.archive.org/web/20111126184102/http://www.nyteknik.se/popular_teknik/kaianders/article271647.ece. Läst 26 september 2011.
3. 1 2 3 4 5 6  ”Barnkläder under 1900-talet”. Arkiverad från originalet den 13 augusti 2010. https://web.archive.org/web/20100813171112/http://www.barnklader1900-tal.se/1900bilder/1900_1990.pdf. Läst 26 september 2011.